# Jörg Schlaich
Jörg Schlaich (Kernen im Remstal, 17 de outubro de 1934 — Berlim, 4 de setembro de 2021) é um engenheiro civil alemão.

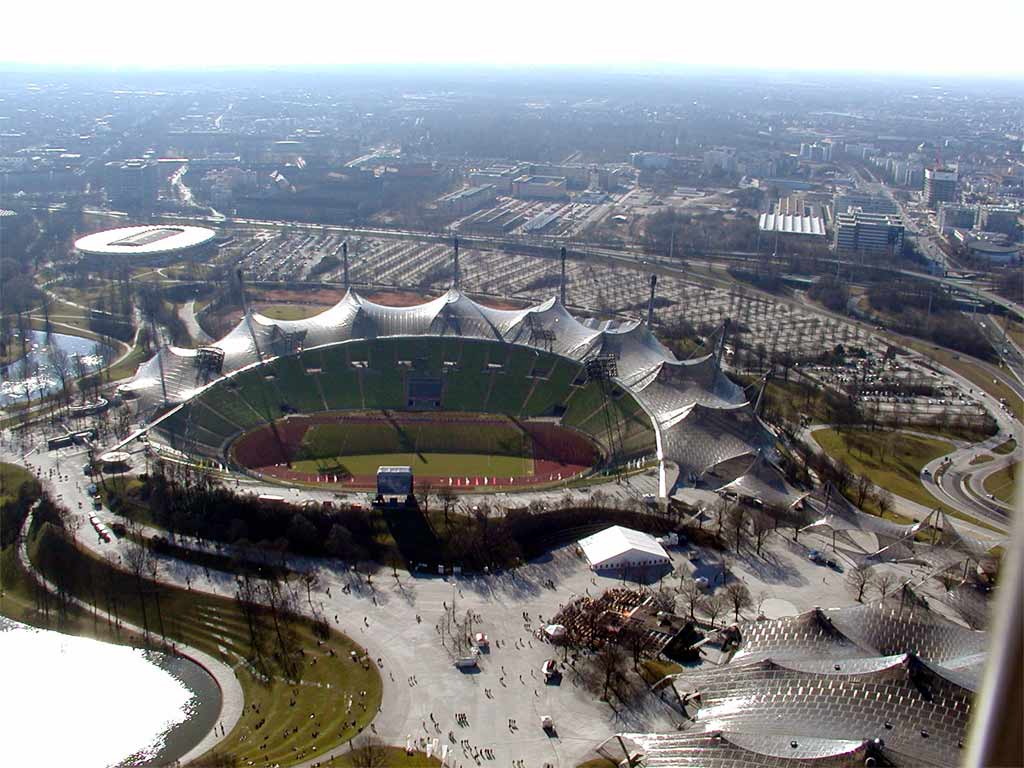
Estádio Olímpico de Munique

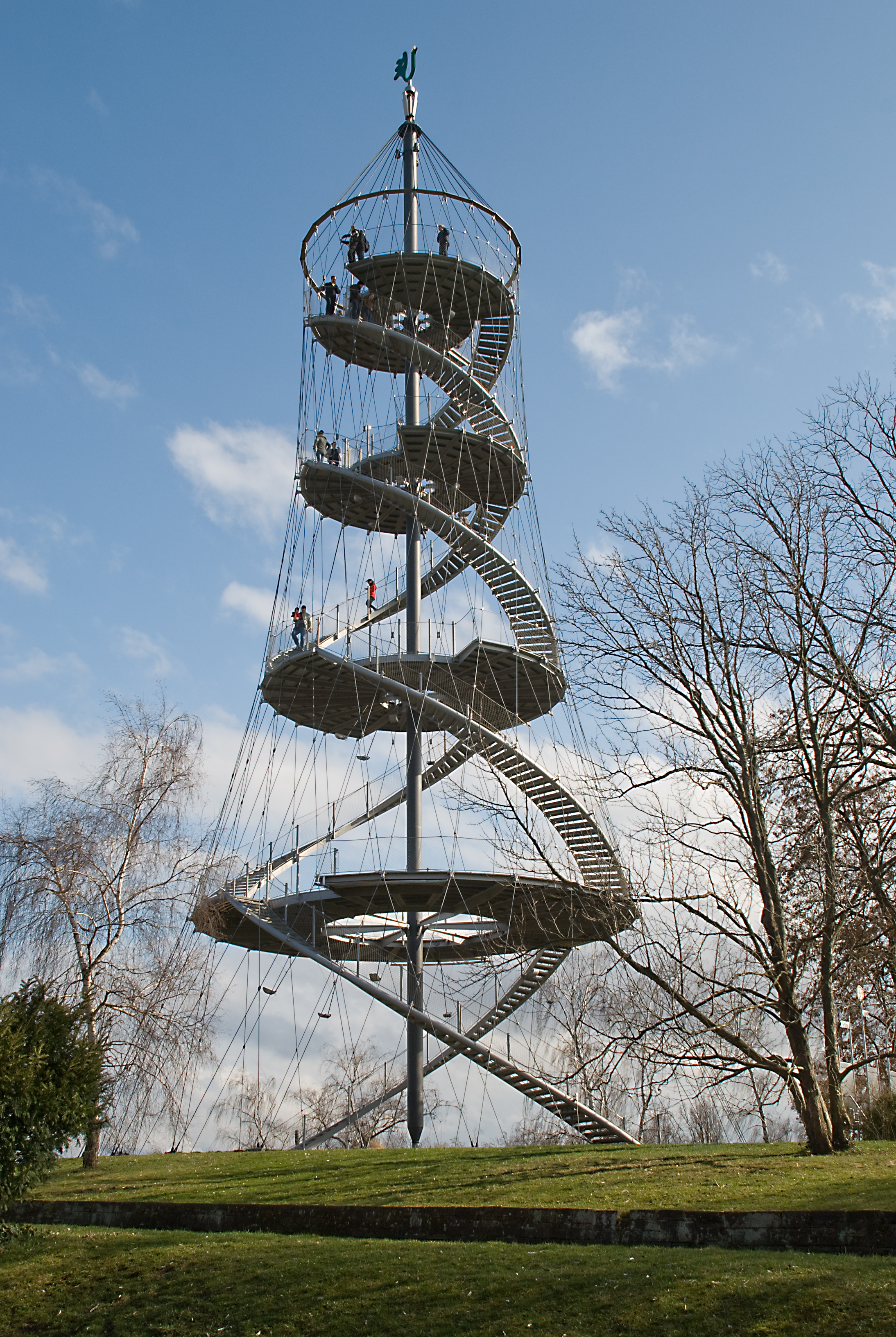
Killesbergturm em Stuttgart

Pai de Mike Schlaich.

## Condecorações
- Prêmio Internacional ao Mérito em Engenharia Estrutural da Associação Internacional para Ponte e Engenharia Estrutural (1991)
- Ehrenprofessur der Tongji-Universität Shanghai, Volksrepublik China (2001)
- Fritz-Leonhardt-Preises der Ingenieurkammer Baden-Württemberg (2002)
- Anel Werner von Siemens pelo conjunto de suas obras (2002)
- Ehrendoktor an der Eidgenössischen Technischen Hochschule Lausanne (EPFL) (2003)
- Ehrenprofessur an der Huazhong University of Science and Technology (HUST) in Wuhan, Volksrepublik China (2006)
- José Entrecanales Ibarra-Preis (2008)[2]
- Seit 1992 Mitglied der Freien Akademie der Künste Hamburg.
- 1990: Goldmedaille der Institution of Structural Engineers
- European Steel Bridges Award 2010 in der Kategorie Fußgängerbrücken für die Grimberger Sichel.[3]